# Роберт Сич
Роберт Сич (15 листопада 1973 , Варшава ) — польський веслувальник, дворазовий олімпійський чемпіон, дворазовий чемпіон світу.

## Виступи на Олімпіадах
| Олімпіада    | Дисципліна               | Місце |
| ------------ | ------------------------ | ----- |
| Атланта 1996 | парні двійки, легка вага | 7     |
| Сідней 2000  | парні двійки, легка вага | 1     |
| Афіни 2004   | парні двійки, легка вага | 1     |

## Зовнішні посилання
- Роберт Сич — олімпійська статистика на сайті Sports-Reference.com (англ.) (архівна версія)
- Роберт Сич на сайті FISA.